# 秋葉原ダイビル
秋葉原ダイビル（あきはばらダイビル）は、東京都千代田区外神田（秋葉原）の秋葉原クロスフィールド内にある超高層ビル。

## 概要
秋葉原クロスフィールドの産学連携を担う中核施設として、2005年3月31日に開業した超高層ビルである。東日本旅客鉄道（JR東日本）秋葉原駅の北西側に隣接しており、歩行者デッキ（アキバ・ブリッジ）によって秋葉原UDXと連絡している。
建築物としては、基準階貸室面積は高層階が1,499.93m²（453.73坪）、低層階が1,447.84m²（437.97坪）、延床面積は50,289.59m²（15,212.60坪）あり、オフィスフロアはメインテナントとして日立製作所が入居している。

## 建物概要
- 所在地 - 東京都千代田区外神田一丁目18-13
- 構造形式 - 地上部：制震装置付き[2]鉄骨造（CFT柱）、地下部：鉄骨鉄筋コンクリート造
- 階数 - 地上31階、塔屋1階、地下2階
- 建物高さ - 147.473m
- 敷地面積 - 4,181.00m²（1,264.75坪）
- 建築面積 = 2,559.75m²（774.32坪）
- 延床面積 - 50,289.59m²（15,212.60坪）
- 建築主 - ダイビル
- 設計者 - 鹿島建設
- 施工者 - 鹿島建設・大林組共同企業体
- 着工 - 2003年5月8日
- 竣工 - 2005年3月31日

JR東日本秋葉原駅から徒歩1分、つくばエクスプレス秋葉原駅から徒歩3分、東京メトロ日比谷線秋葉原駅から徒歩4分、東京メトロ銀座線末広町駅から徒歩5分と交通利便性が非常に高い。
断熱効果の高いLow-E複層ガラスによるカーテンウォールを全面的に採用しているほか、電気（ターボ冷凍機及び氷蓄熱）・ガス（ガス焚吸収冷温水機）併用熱源及び大温度差方式による送水・送風システムを導入して、省エネルギーとCO2削減を実現している。これにより、第21回空気調和・衛生工学会振興賞を受賞している。

## フロア構成
- B1階：秋葉原ダイビル駐車場（機械式駐車場：112台）
- 1 - 2階：カフェ
- 2階：秋葉原コンベンションホール、学びと創造の場、スタジオASIMO
- 5階：カンファレンスフロア
- 5 - 15階：産学連携フロア（アキバテクノクラブ）
- 16 - 30階：オフィス（日立製作所、他）

## 入居企業・大学など
- 日立製作所
- フジキン（新本社）
- エスプール（グループ新本社）
- Lunascape
- 東京都立大学 秋葉原サテライトキャンパス
- 東京都立産業技術大学院大学 秋葉原サテライトキャンパス
- エクセルシオール カフェ
- サイバーエージェント

## 駐車場

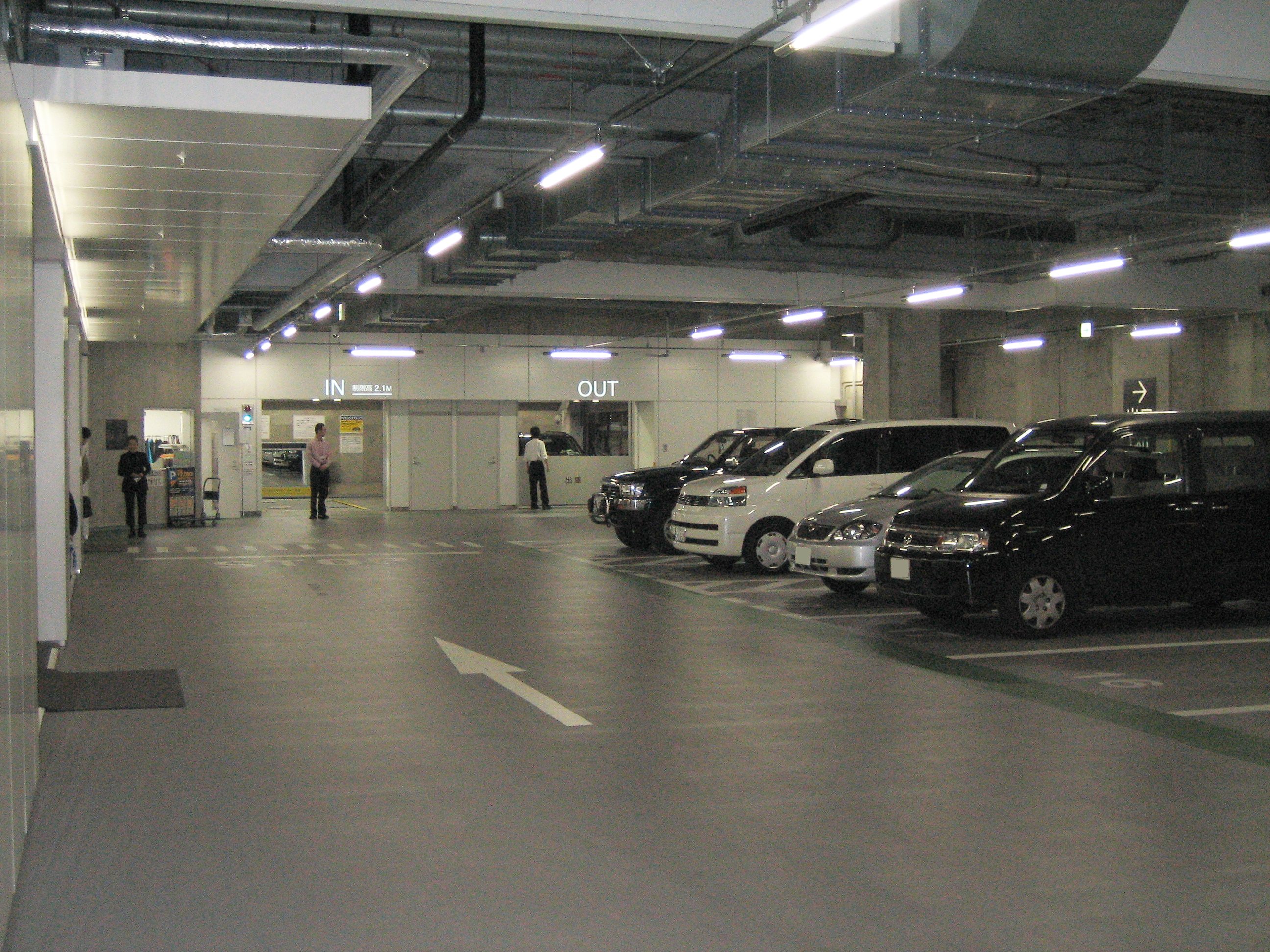
秋葉原ダイビル駐車場

秋葉原ダイビルの地下には自動車112台が駐車可能な駐車場「秋葉原ダイビル駐車場」がある。基本は有料だが、秋葉原電気街振興会加盟店の駐車サービス券取扱店舗で買い物をすると一定時間無料となるサービスが行われている。なお当駐車場は、2007年3月に「第3回日本ベストパーキング賞」優秀賞を受賞している。

## 参考資料
- 建築物環境計画書 秋葉原ダイビル（事務所）、東京都環境局